# Reality
Il reality show, la reality TV o semplicemente il reality, è un genere televisivo basato su una piccola rappresentazione della "realtà", ovvero situazioni di vita reale, con all'interno circostanze di sceneggiate. Si differenzia dai classici documentari poiché mira a trasformare la realtà, o presunta tale, in una forma di intrattenimento leggero, senza uno scopo prettamente educativo, incentrandosi spesso in storie di vita privata, vicende drammatiche e conflitti personali.
Tra gli elementi ricorrenti spiccano i "confessionali", in cui i partecipanti confessano i loro pensieri al pubblico (senza essere sentiti dagli altri partecipanti), le eliminazioni progressive dei concorrenti e l'eventuale relativa temporanea "immunità", il televoto e un panel di opinionisti o giudici. I protagonisti possono essere sia persone sconosciute al grande pubblico che celebrità.

## Storia
Il reality è un genere rappresentato sin dalla nascita della televisione, le cui origini si possono ricondurre al filone dei documentari più improntati a raccontare la "verità" emerso già negli anni venti e rappresentato da registi come Dziga Vertov. Un primo esempio di reality radiotelevisivo è Queen for a Day, debuttato alla radio statunitense nel 1945 e trasmesso in TV a partire dal decennio seguente; il format di questa sorta di game show vedeva donne intervistate sulle loro vicende personali drammatiche, con la presenza di un applausometro per valutare l'impatto emotivo sul pubblico: maggiore l'impatto maggiore la quantità di premi offerti agli sponsor che si aggiudicavano. Nel 1948 esordivano invece, sempre negli Stati Uniti, Candid Camera, basato su scherzi filmati da telecamere nascoste, e tra i primi talent show Ted Mack's Original Amateur Hour ed Arthur Godfrey's Talent Scouts. Negli anni cinquanta Confession intervistava dei detenuti, mentre Nightwatch raccontava alla radio le vicende quotidiane di una stazione di polizia californiana.
Nel Regno Unito nel 1964 nasceva Seven Up!, un documentario che intervistava vari bambini di sette anni sulla loro vita quotidiana; a sette anni di distanza una nuova trasmissione tornava a intervistare gli stessi bambini, continuando in egual modo la cosiddetta Up Series ogni sette anni anche nei decenni successivi, arrivando a raccontare tutta la loro vita fino alla vecchiaia. Nel 1965 la ABC iniziò a trasmettere The American Sportsman, in cui le celebrità erano protagoniste di vari momenti più o meno attinenti al mondo dello sport senza seguire un copione, mentre dal 1963 la NBC trasmetteva uno dei primi docu-reality, Wild Kingdom, che vedeva Marlin Perkins documentare la varietà della vita animale visitando varie zone del pianeta. Secondo un articolo di Radio Times uno dei maggiori precursori dei reality moderni è il film sperimentale Chelsea Girls del 1966, diretto da Andy Warhol e Paul Morrissey, incentrato sulle vite di giovani donne newyorkesi. Negli anni settanta spicca invece il documentario della PBS An American Family, che mira a raccontare gli effetti del divorzio su una tipica famiglia americana.
Negli anni ottanta, esempi del genere sono rappresentati da Real People, That's Incredible, That's My Line, Thrill of a Lifetime, Oceanquest e COPS, mentre nel 1991 Nummer 28 nei Paesi Bassi introdusse per la prima volta il concept che vede un insieme di individui che non si conoscono condividere, filmati dalle telecamere, lo stesso ambiente per un certo periodo di tempo; il programma introdusse anche l'utilizzo del "confessionale". A tale format, copiato già a partire dall'anno seguente da MTV (con The Real World) nel 1997 il programma svedese Expedition Robinson aggiunse il fattore competitivo tra i partecipanti e la loro progressiva esclusione dal programma fino all'incoronazione di un vincitore. A partire dagli anni 2000, il genere conseguì poi una crescente popolarità grazie al successo di format come Grande Fratello, L'isola dei famosi e, nel sottogenere dei talent show, Pop Idol, Star Academy, The X Factor, Got Talent, MasterChef.

## Sottogeneri
Il genere abbraccia una vasta varietà di programmi e non esiste una precisa sotto-classificazione. Una delle più semplici differenzia i programmi che documentano la vita reale dei protagonisti senza particolari artefatti dai programmi che inseriscono degli individui in contesti nuovi predeterminati, appositamente organizzati. Nel 2014, seguendo questa distinzione, il premio Emmy al miglior reality è stato diviso in due categorie per distinguere i "reality non strutturati" dai "reality strutturati", mentre una categoria a parte per quelli basati su una competizione come i talent show era già prevista dal 2003. Una divisione simile era stata già proposta nel 2003 dagli studiosi Elisabeth Klaus e Stephanie Lücke, che differenziavano i programmi basati su una semplice "narrazione" degli eventi (chiamati anche docu-soap) da quelli basati sulle "performance" di persone poste in ambienti a loro nuovi (definiti anche reality soap).
Le docu-soap includono programmi informativi come i docu-reality, ma anche real life comedy come Jackass, i courtroom show come Judge Judy, i programmi di auto-aiuto e programmi che hanno una componente sceneggiata ma presentano esperti e consigli "reali". Affini a queste categorie sono anche i programmi a sfondo sentimentale come i dating show e i programmi di "rinnovamento" (makeover).
Secondo alcuni osservatori il punto forte che attrae i telespettatori verso questo tipo di programmi factual è l'opportunità offerta dal programma d'intrattenimento di acquisire informazioni su determinati argomenti d'interesse o comunque ritenute utili.
Le reality soap invece si presentano come docu-soap drammatizzate, in cui i partecipanti si trovano in set artificiali e in condizioni fuori dall'ordinario. In molti casi sono competitivi e la rivalità tra i partecipanti costituisce l'elemento principale del programma, facendo emergere tensioni tra i protagonisti e facendo quindi da perno per lo sviluppo della storia; in questi casi si crea un misto di narrazione documentaristica, talk show e game show. Uno degli esempi più rappresentativi è Big Brother, ma rientrano in tale genere anche gli swap documentary (documentari di scambi), basati su "esperimenti di lifestyle" che vedono i protagonisti scambiare temporaneamente il loro stile o ambiente di vita quotidiano per uno diverso (come Wife Swap o The Simple Life). Quando presentano caratteristiche assimilabili al genere dei game show sono definiti anche gamedoc.
In questo caso il punto forte dei reality è costituito dal divertimento derivato dal mix di situazioni artificiose e spontanee, o dal seguire personaggi simpatici o in cui è facile immedesimarsi, non tanto dall'assistere a situazioni "reali", fattore in realtà trascurato dalla maggior parte degli spettatori. Secondo un sondaggio del 2005 condotto per l'Associated Press e TV Guide, il 25% degli intervistati riteneva i reality interamente finti, mentre secondo il 57% erano solo in parte veri, ma per il 70% non era un fattore importante.
Gli elementi di docu-soap e reality soap si ritrovano entrambi nei casting show, che li combinano con le caratteristiche dei talent show e della commedia. Questi programmi non si limitano infatti a mostrare le esibizioni dei partecipanti, ma anche i loro comportamenti e le loro reazioni emotive fuori dal palcoscenico. Spesso questi programmi mostrano anche la fase di selezione dei protagonisti. Uno dei primi casting show moderni è stato il neozelandese Popstars, esordito nel 1999.
Possono essere inclusi nella reality TV anche i programmi organizzati a scopo benefico. Esistono anche i reality parodia (spoof shows) che si presentano come finti nuovi programmi (un esempio è l'olandese Big Donor Show del 2007, che fece scandalo mettendo in palio il rene di una donna prossima alla morte prima di rivelare che il format fosse completamente finto) o come parodie di reality esistenti (come lo svizzero Génération 01, modellato sul formato del Grande fratello).
Quando i personaggi sono prevalentemente persone famose si parla anche di celebrity show, contrapponibili quindi ai people show, reality in cui i protagonisti sono "persone ordinarie" in contesti generalmente altrettanto comuni, mentre ulteriori sottodivisioni possono riguardare il genere "narrativo" proposto dal programma (sentimentale, crime, comico, informativo, ecc.)
Occorre infine notare come, oltre a non esistere una classificazione unica o in grado di rappresentare l'intera varietà del reality, molti format possono presentare contemporaneamente caratteristiche di più sottogeneri, che non hanno confini precisi.